# عزلة قف ذو هديان (عمران)

تعديل مصدري - تعديل

عزلة قف ذو هديان هي إحدى عزل مديرية العشة في محافظة عمران اليمنية ويبلغ تعداد سكانها 1910 نسمة حسب التعداد السكاني في اليمن لعام 2004.

## روابط خارجية
- الجهاز المركزي للإحصاء بالجمهورية اليمنية
- المركز الوطني للمعلومات باليمن
- World Gazetteer:Yemen
- الدليل الشامل